# خوان كارفاغال
خوان كارفاغال (بالإسبانية: Juan Carvajal)‏ هو دبلوماسي إسباني، ولد في 1400 في إكستريمادورا في إسبانيا، وتوفي في 6 ديسمبر 1469 في روما في إيطاليا.